# 정기예금이자율
정기예금이자율은 금융을 운영하는 회사의 이자율을 참작해서 기획재정부가 내놓는 이자율을 가리키는 단어이다. 정부에서 은행에게 정해주는 이자율이 된다.

## 설명
정기예금이자율은 은행마다 차이가 있으며 상호저축은행이나 제2금융권에선 높게 주는 편이다. 정기예금이자율은 인정이자율과 당좌계출이자율로 구분이 가능하며 간주임대료나 이자 등의 자금을 낼 때에 참고하는 것이 좋다. 주택이나 부동산에 매우 밀접한 관계를 가지며 2022년까진 1.2%의 이자율을 가졌으나 2023년부터 2.9%로 상향되어 운영되고 있다.

## 같이 보기
- 이자율
- 금융